# Stazione di Perca-Plan de Corones
Stazione di Perca-Plan de Corones vasútállomás (németül: Bahnhof Percha-Kronplatz) Olaszországban, Trentino-Alto Adige régióban, Perca (németül: Percha) településen.

## Vasútvonalak
Az állomást az alábbi vasútvonalak érintik:
- Puster-völgyi vasútvonal

## Kapcsolódó állomások
A vasútállomáshoz az alábbi állomások vannak a legközelebb: 
- Stazione di Brunico Nord
- Stazione di Valdaora-Anterselva